# Judo Union of Asia
Die Judo Union of Asia (JUA) ist der offizielle Kontinentalverband für Judo in Asien und eine der fünf kontinentalen Dachorganisationen, die der International Judo Federation (IJF) angegliedert sind. Sie wurde gegründet, um die Entwicklung des Judosports in Asien zu fördern und die Koordination zwischen den nationalen Judo-Verbänden der Mitgliedsländer zu gewährleisten. Die JUA organisiert Wettkämpfe und Bildungsprogramme und unterstützt die Ausbildung von Athleten, Trainern und Offiziellen in der Region.

## Geschichte
Die Judo Union of Asia wurde 1956 gegründet, um den wachsenden Judosport in Asien besser zu koordinieren und die Zusammenarbeit der asiatischen Länder im Judo zu fördern. Sie ist damit eine der ältesten kontinentalen Judoorganisationen weltweit. Seit ihrer Gründung hat sich die JUA stark entwickelt und umfasst heute zahlreiche nationale Mitgliedsverbände.

## Struktur und Mitgliedschaft
Die JUA ist in verschiedene regionale Unterverbände unterteilt, um die Kommunikation und Organisation auf nationaler Ebene zu erleichtern. Zu den Mitgliedsländern gehören unter anderem Japan, Südkorea, China, Indien, Kasachstan und viele weitere Nationen in Asien. Insgesamt hat die JUA mehr als 40 Mitgliedsländer.
Jedes Mitgliedsland wird durch seinen nationalen Judo-Verband vertreten. Diese Verbände sind für die Organisation von nationalen Turnieren und die Förderung des Judosports in ihren jeweiligen Ländern verantwortlich.

## Wettbewerbe
Zu den wichtigsten Wettbewerben, die von der JUA organisiert oder unterstützt werden, gehören:
- Judo-Asienmeisterschaften
- Asienspiele
- Olympische Qualifikationen

## Präsidenten
Die JUA wird von einem Präsidenten geleitet, der alle vier Jahre gewählt wird. Unter der Leitung des Präsidenten arbeitet ein Exekutivkomitee, das für die strategische Ausrichtung und die Organisation der Tätigkeiten der JUA verantwortlich ist. Unter dem Präsidenten gibt es fünf regionale Vizepräsidenten.